# Word painting
Word painting（ワード ペインティング、またはtone painting or text painting、ドイツ語：Sinnbild（象徴、表象、比喩））とは、音楽が歌を文字通りに模倣する音楽技法。象徴音型。たとえば、上がることに関する歌詞には上昇する音階が伴い、死に関する歌詞には遅く暗い音楽が伴う。
Word paintingは遅くともグレゴリオ聖歌まで遡る。短い音楽パターンは喜びなどのような感情のみならず神学的な意味も表現する音楽の言葉である。たとえば、ファ-ミ-ソ-ラのパターンはキリストの屈辱と死および栄光の復活を意味する。具体的に言うと、ファ-ミが非難を意味する一方で、ソは復活の、ラは復活のさらに上、つまりキリストの天の栄光（surrexit Jesus）の音調となる。このような音楽的言葉は聖書のラテン語テキストの言葉にあてはめられる。たとえば、ファ-ミ-ソ-ラは「et libera」（六旬節の日曜日の入祭唱）にあてはまり、それは死と復活を通して、キリストが人々を罪から解放することを意味する。
16世紀・17世紀のイタリアのマドリガーレにおいて、作曲者たちはWord paintingを試み、バロック音楽の時代になって隆盛を極めた。有名な例が、ゲオルク・フリードリヒ・ヘンデルの『メサイア』で、テノールのアリアの中に、次のような歌詞がある。
Every valley shall be exalted, and every mountain and hill made low; the crooked straight, and the rough places plain.
どの谷も高くあるべき、どの山・丘も低くすべき。曲がったものはまっすぐに、でこぼこは平たく。（イザヤ書40.4）
ヘンデルは作曲にあたって、「valley」という語の終わりを低い音調に、「exalted」を上昇音型に、「mountain」をメロディのピークとし、「holl」はそれより低く、「low」は他の低い音調に、「crooked」は異なる4つの音調から成る早い音型で歌わせ、一方で「straight」は単一の音調で歌わせ、「rough places」は短い別々の音調で歌わせ、最後の「plain」は長い音調の連なりでそれぞれのリズムで延ばした。
Word paintingの最近の例では、ガース・ブルックスの『Friends in Low Places』（1990年）の中で見ることができる。コーラスのところで、ブルックスは「low」という言葉を低い音調で歌う。
ザ・フーの『トミー』の中の『鏡をこわせ』もそれに似ている。
Can you hear me? Or do I surmise
That you feel me? Can you feel my temper
Rise, rise, rise, rise, rise, rise, rise, rise, rise, rise, rise, rise, rise....
私の言うこと聞こえる?  感じてると思っていい? 感じられる? 私の気分は高く、高く、高く、高く、高く、高く、高く、高く、高く、高く、高く、高く、高く……
「rise（高く）」の繰り返しは半音ずつ上昇してゆく。
ジャスティン・ティンバーレイクの『What goes around』もWord paintingの例である。
What goes around, goes around, goes around
Comes all the way back around
回る、回る、回るものは完全に後ろに回る
1オクターブずつ下がって、それから上のオクターブに戻る。
『愛と青春の旅だち』の主題歌『Up Where We Belong』のコーラスの「Love lift us up where we belong（愛は我々をあるべき場所より上げる）」のところでメロディは上昇する。
時には、ユーモラスな効果を狙って逆の使い方をすることもある。ブロードウェイ (ニューヨーク)・ミュージカル『Once Upon a Mattress』（1959年）で、作曲家メアリー・ロジャース（Mary Rodgers。リチャード・ロジャースの娘）は主人公のウィンフレッド王女が自分のシャイさを自棄気味に歌う「Shy」を、ベルティング（Belting。高まった感情を高く強い音で表す歌唱法）で歌わせている。